# 中华网游戏集团
中华网游戏集团是一个中国的网络游戏发行商，总部位于中国上海，是纳斯达克上市公司中华网投资集团的子公司。到目前为止共有超过1.6亿的注册用户。
2007年10月，中华网游戏集团旗下各款游戏的平均在线用户人数较上月增长近12%，总数达20万人。中华网游戏集团所有产品的总注册用户数已超1.19亿人。

## 代理游戏
- 东游记
- 指环王Online （已停止运营）
- 夢幻星球Online
- 熱血江湖
- SF特種部隊
- 数码宝贝Online
- 神泣
- 光之国度
- 星战前夜 （已换为世纪天成代理）
- 侠义道
- 封神无敌